# Ред витезова Подвезице
Најплеменитији ред витезова Подвезице (енгл. The most noble Order of the Garter) је један од најпознатијих и најпоштованијих витешких редова у Европи, те самим тим и у свету. Овај витешки ред је установио у Енглеској у 14. веку тадашњи енглески краљ Едвард III. Једини витешки редови који су престижнији од Реда витезова Подвезице јесу Ред Викторијиног Крста и Ред Џорџовог Крста. Ред је посвећен лику и делу светог Ђорђа, енглеског заштитника.
Реду се може приступити само по вољи владајућег монарха, што се може тумачити као његов поклон. Ред се састоји од 24 витеза, од којих су два владар и Принц од Велса, односно престолонаследник. Такође, при одабиру нових чланова Реда предност имају чланови краљевске породице Уједињеног Краљевства, суверени земаља Комонвелта, затим владари других земаља и тако даље. 
Нови чланови Реда објављују се на Дан светог Ђорђа, 23. априла сваке године, баш зато што је он заштитник Реда. Грб Реда се састоји од подвезице око штита са црвеним крстом,на којој је, златним словима, исписан мото Реда који у оригиналу гласи "Honi soit qui mal y pense!", што би у преводи са средњовековног француског било "Срам нека је оног ко зло(лоше) о овоме помисли!" Чланови Реда је носе на званичним церемонијама.

## Историја Реда
Краљ Едвард III је основао овај ред отприлике у време када је преузео француски трон, Уобичајено се узима да је основан 1348. године. Ипак, у спису "Комплетно племство" о оснивању "Реда витезова Подвезице" се каже да је ред основан 23. априла 1344. године, набрајајући све људе који су проглашени за чланове. На списку се налази и пламић по имену Санше Д'Абришекур, који је умро 20. октобра 1345. године. Многи датуми од 1344-1351. се напомињу као датуми оснивања реда, Међутим, налог краљеве гардеробе говори да се облачење, одећа, Реда појављује у јесен 1348. године. Такође, оригинални статут Ред је захтевао да сваки члан, пре него што постане члан Реда Подвезице, мора бити витез (у данашње време они који су витезови пре него што постану чланови Реда, када постану чланови носе титулу Витез нежења), али неки од чланова који су иницирани те године, нису били витезови раније. 
Први писани помени Реда налазе се у делу "Тиран ло Бланш", витешкој романси, која је написана на каталонском од стране песника Жоаноа Марторела, први пут објављеној 1490. У њој се налази цело једно поглавље које описује легенду о томе како је Ред настао.

### Легенда о настанку Реда
Постоји доста легенди о томе како је дошло до оснивања Реда, а једна од многих, и најпознатијих, јесте легенда о грофици од Солсберија. Легенда каже да је грофици, док је плесала на дворском балу у граду Кале, спала подвезица. Када су сви приметили шта се десило краљ је пришао и подигао подвезицу, при чему је узвикнуо познату реченицу "Срам нека је оног ко зло(лоше) о овоме помисли!".
Према другој легенди краљу Ричарду Лављем Срцу се пред битку у Трећем крсташком рату јавио свети Ђорђе и рекао да његови витезови вежу подвезице око ноге и да ће тако победити. Краљ је наредио својим витезовима да вежу подвезице и они су тако урадили и добили битку.

## Жене у Реду
Убрзо након оснивања Реда жене су биле приступале Реду као "Дама Подвезице",али нису биле сматране члановима. Краљ Хенри VII је прекинуо ову праксу 1488. године,те је његова мајка Маргарет Бофорт била последња Дама Подвезице пре краљице Александре, коју је њен муж, Едвард VII прогласио за чланицу Реда. Џорџ VI је, такође, своју жену, краљицу Елизабету, за чланицу Реда. Кроз 20. век жене су постајале чланице Реда, али нису биле равноправне са мушким члановима, све до 1987. када је основано "Женско друштво Подвезице" под управом краљице Елизабете II.

## Композиција Реда

### Чланови
Чланство у Реду је стриктно ограничено на монарха, принца од Велса и не више од 24 остала члана и разних повремених чланова. Краљ, односно краљица, у Реду носи титулу "Суверен Подвезице" док принц од Велса носи титулу "Краљевски Витез компањон Подвезице". 
Мушки чланови Реда носе титулу "Витез компањон", а женски "Дама компањон". Формално суверен преко номинација попуњава места у Реду. Номинације теку тако што сваки од актуелних чланова номинује девет људи, од којих три морају да имају титулу ерла или вишу, три титулу барона или вишу и три титулу витеза или вишу. Суверен може да одабере колико год нових чланова је потребно да се попуне места у Реду, без обзира ко је имао највише номинација. Последње номинације су биле 1860. године, од тада суверен сам бира чланове, без претходних номинација чланова Реда. Ова правила су владала све док званично нису измењена 1953. године. 
Од 18. века монарси су бирали чланове Реда уз савет Парламента, све до 1946. када је, уз слагање тадашњег премијера Клемента Атлија и лидера опозиције Винстона Черчила, донета одлука да чланство у најплеменитијим Редовима буде суверенов лични поклон.

### Повремени чланови
Поврмени, или нередовни, (буквални превод са енглеског звучао би "прекобројни")чланови су чланови Реда који нису укључени у она 24 (редовна) члана. Овој групи увек припада неколико члановва краљевске породице, који носе титулу "Краљевски Витез/Дама Подвезице". Ова фракција Реда устанвљена је од стране Џорџа III 1766. како би сви његови синови могли да буду чланови Реда Подвезице. Он је 1805. године донео статут којим је потврђено да сваки потомак Џорџа II може да буде члан Реда. Међутим, 1831. овај статут је измењен, како би члан Реда могао да постане и било који наследник Џорџа I. Проглашењем руског цара Александра I за члана 1813. и монарси страних земаља постају повремени чланови. Они су познати као "Витез/Дама Странац Подвезице". Свако слично проглашење захтева промену статута Реда, те је 1954. године статут допуњен одлуком о уласку странаца у Ред. У редове нижег ранга странци бивавају примљени без посебних докумената, као што је промена статута, већ само добијањем почасног витештва.
Традиционално многи европски монарси су били, или су још увек чланови Реда. Међу њима су били Јулијана, краљица Холандије, као и њена наследница, доскорашња краљица Беатрикс од Холандије, као и белгијски краљ Алберт II. Кнез Павле Карађорђевић је такође био међу члановима Реда.
Јапански цар Акихито је једини садашњи неевропски и чини се једини нехришћански монарх који је члан Реда. Он је четврти јапански цар са титулом "Витез Странац". Први нехришћански владар који је носио титулу Витеза странца био је султан Абдулмеџид I, турски султан, који је постао члан 1856. Први, и за сада једини, члан Реда из Јужне Америке био је Педро II, бразилски цар, који је приступио Реду 1871. године. Први члан Реда из Азије био је Насир ел Дин Шах Каџар, персијски краљ. Постао је члан 1873. Његов наследник је, такође постао члан 1903. године. Следећи члан Реда са азијског континента био је jапански цар Меиџи, 1906. године. 
Први и, за сада, једини члан из Африке, био је Хајле Селасије, етиопски цар, који је проглашен за члана 1954.

### Избацивање из Реда
Сваки члан Реда може бити избачен, због веома озбиљних злочина, као што су издаја, бежања са бојног поља или дизања оружја против суверена. Од краја 15. века до почетка 18. века постојала је посебна процесија избацивања из Реда. Та процесија садржавала је званично скидање униформе и осталих обележја (мача, штита, капе, огртача и тд.).
У Првом светском рату из Реда су били избачени Вилхелм II, немачки цар, као и Франц Јозеф, аутријски цар, чије су се земље бориле против Уједињеног Краљевства. По истом принципу, за време Другог светског рата избачени су италијански краљ Виторио Емануел III, јер је Италија била чланица Тројног пакта и борила се против Уједињеног Краљевства и његових савезника. Владар још једне земље потписнице Тројног пакта, јапански цар Хирохито избачен је из Реда. Међутим, Хирохито је враћен у Ред 1971. године, проликом државне посете Уједињеном Краљевству.

## Инсигније
Инсигније Реда чине:
1. тамноплави огртач, који је кроз историју мењао боју од љубичасте, преко тамноплаве, краљевскоплаве, црне, све док није добио данашњи изглед. Тамноплаве је боје, постављен белим крзном;
2. шешир, који се зове "тјудорски шешир", направљен од црног сомота са перјем;
3. крагна која се носила око врата изнад огртача, осигурана врпцом са нараменицама;
4. "Велики Ђорђе"- статуа светог Ђорђа који убија аждају, коју се носи испод крагне;
5. "Подвезица" која се носи у специјалним приликама око леве бутине.[тражи се извор]